# Алтайський гірський ліс та лісостеп
Алтайський гірський ліс та лісостеп — екорегіон (WWF ID: PA0502) що охоплює ділянки субальпійського лісового поясу на Алтаї, перетинаючи прикордонний регіон, де межують Росія, Казахстан, Монголія та Китай. Регіон має високе біорізноманіття, оскільки лежить у перехідних зонах між різними екорегіонами, висотами та кліматичними зонами. Розташовано в екологічній зоні Палеарктика, з холодним напівпосушливим кліматом. Площа — 35 199 998 км².

## Розташування та опис
Екорегіон простягається на 1500 км від хребта Белуха на російсько-казахстанському кордоні на північному заході до Говь-Алтаю в Монголії на південному сході. Екорегіон прямує через Алтай на субальпійських висотах, обмежений альпійськими вершинами зверху та озерами і долинами знизу. На південь від Алтаю розташовані холодні, посушливі райони центральної Азії, а на північ — ліси та заболочені терени Сибіру.

## Клімат
Через віддаленість від океану, екорегіон має холодний напівпосушливий клімат (Класифікація кліматів Кеппена Bsk) — має прохолодне літо та холодну суху зиму. Ці кліматичні регіони, як правило, зустрічаються на великих висотах у середині материків, з великими різницями між денною та нічною температурами.

## Флора
Хвойні ліси, як правило, зустрічаються на прохолодніших, вологіших північних схилах гір, при цьому пустельно-степова рослинність переважає на південних схилах. Ліси на південному сході регіону включають модрини та модрино-кедрові ліси. На середніх висотах переважає рослинність тундри (Festuca lenensis) і прерій (Koeleria macrantha). Пустельно-степова рослинність на півдні часто містить Stipa pennata, Allium polyrhizum, Anabasis breviloa та Artemisia frigida. Це лише репрезентативний список, оскільки біорізноманіття в цьому районі дуже велике. Всесвітня федерація дикої природи зазначає, що ендемізм району (12%) вищий, ніж на Піренеях чи Альпах.

## Фауна
В екорегіоні зустрічаються Marmota baibacina, Marmota sibirica, кролики, зайці та пискухи, а також снігові барси (Uncia uncia).

## Заповідники
- Катунський заповідник